# 吳俊才
吳俊才（1921年12月25日—1996年8月26日），中華民國歷史學家、印度史專家。
吳俊才曾任國立臺灣大學教授、國立政治大學東亞研究所首任所長，主持國立政治大學國際關係研究中心。曾任中國國民黨中央委員會文化工作會主任、駐薩爾瓦多共和國大使、《中央日報》社長、中国国民党中央委员会副秘书长、革命實踐研究院副主任、中央考核紀律委員會主任委員，尤精于印度史，一生兩袖清風、住在普通公寓裡，晚年任中國電視公司董事長、中國國民黨中央評議委員、中華民國總統府國策顧問等職，李敖的作品與回憶錄中曾多次提及。著有《印度史》、《甘地与现代印度》等書，參修《雲五社會科學大辭典》。而《印度史》一書更是香港高級程度會考歷史科課本。
1996年6月10日，中國電視公司召開臨時董事會，推選鄭淑敏與江奉琪分別出任董事長與總經理，原董事長吳俊才與原總經理石永貴卸任；隔日，鄭淑敏與江奉琪正式上任。
吳俊才之妻馬均權是馬星野之妹、吳涵碧之母、王壽南之岳母，早年曾在老三台主持烹飪節目。吳俊才旗下亦不少學生投向影視界。吳俊才之子吳玉山是政治學學者。